# 大友徳明
大友 徳明（おおとも のりあき、1935年12月7日 - ）は、日本の翻訳家・フランス文学者。関東学院大学名誉教授。筆名に秋本紀夫。

## 経歴
東京生まれ。早稲田大学政経学部卒、同大学院仏文学専攻をへて、2006年まで関東学院大学教授。
モーリス・ルブラン、ジュール・ヴェルヌなどフランスの冒険小説を多く翻訳した。

## 著書
- 『初版 新フランス語コース』（野村二郎共著、文林書院） 1967

## 翻訳
- 『テロリスト』（R・ゴーシェ、中原好文共訳、学芸書林） 1969
- 『死はいった、おそらく…』（ボアロー&ナルスジャック、早川書房） 1971
- 『全史 第二次世界大戦実録』1 - 3（レイモン・カルチエ、伊東守男,志摩隆共訳、小学館） 1972
- 『性 生理から心理まで 14 - 16歳』（クリスチアーヌ・ベルドゥ、朝日ソノラマ） 1974
- 『よみがえった少年』（フィリップ・エブリー、朝日ソノラマ） 1975
- 『白い犬』（ロマン・ギャリー、角川文庫） 1975
- 『メグレと妻を寝とられた男』（ジョルジュ・シムノン、河出書房新社） 1978
- 『メグレの失態』（ジョルジュ・シムノン、河出書房新社） 1979
- 『SAS / イランCIA対マルコ』（ジェラール・ド・ヴィリエ、創元推理文庫、プリンス・マルコシリーズ） 1979
- 『SAS / ロンドンスパイ連合作戦』（ジェラール・ド・ヴィリエ、創元推理文庫、プリンス・マルコシリーズ） 1980
- 『アルセーヌ・リュパン 怪盗紳士の肖像』（ジャン＝クロード・ラミ、東京創元社） 1986
- 『モンテ・クリスト伯』上・下（アレクサンドル・デュマ、偕成社文庫）  2010
- 『ルパンの世界』（ジャック・ドゥルワール、水声社） 2018
- 『ノートル=ダム・ド・パリ』（ヴィクトル・ユゴー、角川文庫） 2022

### ジュール・ヴェルヌ
- 『地の果ての燈台』（ジュール・ヴェルヌ、角川文庫） 1972
- 『二年間の休暇』（ジュール・ヴェルヌ、偕成社文庫） 1994
- 『海底二万里』（ジュール・ヴェルヌ、偕成社文庫） 1999
- 『神秘の島』（ジュール・ヴェルヌ、偕成社文庫） 2004

### モーリス・ルブラン
- 『ルパン対ホームズ』（モーリス・ルブラン、角川文庫） 1976
- 『ルパンの告白』（モーリス・ルブラン、角川文庫） 1977
- 『オルヌカン城の謎』（モーリス・ルブラン、角川文庫） 1978
- 『813』（ルブラン、偕成社、アルセーヌ＝ルパン全集5） 1981、のち文庫
- 『続813』（ルブラン、偕成社、アルセーヌ＝ルパン全集6） 1981、のち文庫
- 『バール・イ・ヴァ荘』（ルブラン、偕成社、アルセーヌ＝ルパン全集20） 1982
- 『三十棺桶島』（ルブラン、偕成社、アルセーヌ＝ルパン全集11） 1983
- 『緑の目の令嬢』（ルブラン、偕成社、アルセーヌ＝ルパン全集16） 1983
- 『ジェリコ公爵』（ルブラン、偕成社、アルセーヌ＝ルパン全集19） 1983
- 『ノー・マンズ・ランド』（ルブラン、創元推理文庫） 1987
- 『真夜中から七時まで』（ルブラン、偕成社、アルセーヌ＝ルパン全集 別巻4） 1987